# Zielnik (Góry Złote)
Zielnik czes. Travná – wzniesienie graniczne o wysokości 712 m n.p.m. w południowo-zachodniej Polsce w Górach Złotych w Sudetach Wschodnich, leżący na granicznym grzbiecie, oddzielającym Polskę od Czech.

## Położenie
Wzniesienie, położone na granicy polsko-czeskiej w Sudetach Wschodnich, w północno-wschodniej części Gór Złotych. Wznosi się między Przełęczą Lądecką, po północnej stronie i wzniesieniem Trawieńska Góra czes. Čedičový vrch po południowo-wschodniej stronie, około 3,7 km, na północny wschód od centrum miejscowości Lądek-Zdrój.

## Fizjografia
Graniczne wzniesienie o kopulastym kształcie, wznoszące się na południe od Przełęczy Lądeckiej. Szczyt wzniesienia stanowi zwornik głównego grzbietu granicznego i bocznych grzbietów odchodzących na wschód i zachód z wzniesieniem Szwedzkie Szańce (697 m n.p.m.). Wzniesienie charakteryzujące się dość stromym południowo-wschodnim i północno-wschodnim zboczem, regularną rzeźbą i ukształtowaniem z wyraźnym szczytem. Grzbietowe zbocze północno-zachodnie łagodnie opada wzdłuż granicy w kierunku Przełęczy Lądeckiej a zbocze południowe łagodnie schodzi w kierunku niewielkiego siodła i przechodzi w zbocze wzniesienia Trawieńska Góra (czes. Čedičový vrch). Po stronie wschodniej wzniesienie jest wyraźnie wydzielone dobrze wykształconymi dolinami potoków od strony południowej doliną potoku czes. Obecní potok a od strony północnej doliną potoku czes. Javornický potok.  Wzniesienie w całości zbudowane ze skał metamorficznych, głównie z gnejsów gierałtowskich oraz łupków krystalicznych. Wzniesienie porośnięte w większości naturalnym lasem świerkowym, dolną część południowo-wschodniego i północno-wschodniego zbocza od poziomu około 650 m oraz północno-zachodniego w kierunku miejscowości Lutynia zajmują łąki i pola uprawne. Położenie wzniesienia, kształt oraz wyraźny szczyt wydzielony siodłami czynią wzniesienie rozpoznawalnym w terenie. Na wschodnim zboczu położona jest czeska miejscowość Zálesí, na północny zachód od wzniesienia leży polska miejscowość Lutynia.

## Turystyka
Przez szczyt prowadzi szlak turystyczny
- zielony – prowadzący wzdłuż granicy państwowej od Przełęczy Różaniec do Niemojowa.